# Françoise Parturier
Françoise Parturier, född 12 oktober 1919 i Paris, död 12 augusti 1995 i Neuilly-sur-Seine, var en fransk journalist och essäist.
Parturier skrev från 1956 regelbundet artiklar i Le Figaro och samarbetade, under pseudonymen Nicole, med Josette Raoul-Duval i tre böcker innan hon började skriva böcker under eget namn. År 1970 var hon en av fyra kandidater till ledamotskap i Franska akademien, vilket, trots att hon inte blev vald, var en viktig händelse eftersom det var första gången i akademiens historia som en kvinna kommit på förslag. Hon var en av de mest lättillgängliga och populära feministiska författarna i Frankrike. Av hennes böcker kan nämnas Lettre ouverte aux hommes (1968), L'Amour?, Le Plaisir? (1968) och Lettre ouverte aux femmes (1974).